# Abbosbek Fayzullaev
Abbosbek Fayzullaev, né le 3 octobre 2003 à Sirdaryo (Ouzbékistan), est un footballeur international ouzbek qui évolue au poste de milieu offensif ou d'ailier à İstanbul Başakşehir.

## Biographie
Abbosbek Fayzullaev naît le 3 octobre 2003 à Sirdaryo (Ouzbékistan), une ville située dans la province du Syr-Daria, où résident encore ses parents. Son père travaille dans une pharmacie tandis que sa mère est femme au foyer.

### En club

#### Pakhtakor Tachkent
En 2021, Abbosbek Fayzullaev signe son premier contrat professionnel avec le Pakhtakor Tachkent, son club formateur.
Le 26 avril 2021, il fait ses débuts professionnels lors d’un match de phase de groupes de la Ligue des champions asiatique contre le club iranien du Tractor SC. Lors de cette rencontre disputée à Charjah, aux Émirats arabes unis, il entre en jeu à la 68e minute en remplacement de Khojimat Erkinov. Le match se termine sur un score nul et vierge (0-0),.
Dix jours plus tard, le 6 mai 2021, il dispute ses premières minutes en championnat d’Ouzbékistan sur la pelouse de la lanterne rouge, Turon Yaypan, en remplaçant une nouvelle fois Khojimat Erkinov en toute fin de rencontre (1-1).
Le 26 avril 2022, un an exact après ses débuts professionnels, Abbosbek Fayzullaev inscrit son premier but avec le Pakhtakor Tachkent lors d’un match de Ligue des champions de l’AFC face au club de Saudi Pro League, Al-Taawoun FC. La rencontre se conclut par une victoire (5-4) du club ouzbek.
À la fin de l’année 2022, Abbosbek Fayzullaev prolonge son contrat avec le Pakhtakor Tachkent. Le nouveau contrat le lie à son club formateur jusqu’au terme de la saison 2025.

#### CSKA Moscou
Le 4 août 2023, Abbosbek Fayzullaev quitte l’Ouzbékistan pour rejoindre le championnat de Russie. Il s’engage avec le CSKA Moscou, avec lequel il signe un contrat courant jusqu’en juin 2026, assorti d’une option pour une saison supplémentaire. Le montant de l’indemnité de transfert est estimé à environ 500 000 euros.
Le 1er juin 2025, il remporte la Coupe de Russie avec le club moscovite. Entré en cours de jeu, il participe à la victoire de son équipe en finale face au FK Rostov (0-0, 4-3 t.a.b.),. 

### En sélection
Il est convoqué en sélection olympique en octobre 2021 pour les éliminatoires du championnat d'Asie des moins de 23 ans. Il a joué son premier match et à la même occasion il a inscrit un but contre le Bangladesh. Lors de la phase finale, l'Ouzbékistan atteint la finale avant de s'incliner contre l'Arabie saoudite.
Avec les moins de 20 ans, il participe au championnat d'Asie. En finale contre l'Irak, il obtient un penalty qui est transformé par son coéquipier Umarali Rahmonaliyev et qui offre la victoire et le premier titre aux Ouzbeks 1-0.
Lors de la Coupe d’Asie des nations 2023, Abbosbek Fayzullaev se distingue avec l’équipe nationale d’Ouzbékistan, qui atteint les quarts de finale de la compétition. L’Ouzbékistan est éliminé aux tirs au but par le Qatar (1-1, 3-2 tab), futur vainqueur du tournoi,. Fayzullaev inscrit deux buts au cours de la compétition et est nommé dans l’équipe-type du tournoi.

## Style de jeu
Abbosbek Fayzullaev est un joueur offensif polyvalent, pouvant évoluer aussi bien sur les côtés que dans l’axe. Avec le CSKA Moscou, il est principalement utilisé en tant que comme meneur de jeu, tandis qu’en sélection nationale, il est le plus souvent aligné au poste d’ailier.
Il se distingue par sa technique individuelle, sa capacité à évoluer dans les petits espaces et sa première touche de balle,.
Il est dôté d'une bonne vision du jeu, lui permettant de réaliser des passes en profondeur ainsi que des centres précis. Il est également capable de tirer les coups de pied arrêtés. 
Sur le plan défensif, il participe au pressing et à la récupération haute. Toutefois, son physique frêle peut constituer une limite dans les duels,. 

## Statistiques détaillées

### En club
| Saison                | Club                  | Championnat           | Championnat | Championnat | Championnat | Coupe(s) nationale(s) | Coupe(s) nationale(s) | Coupe(s) nationale(s) | Compétition(s) continentale(s) | Compétition(s) continentale(s) | Compétition(s) continentale(s) | Compétition(s) continentale(s) | Total | Total | Total |
| Saison                | Club                  | Division              | M.          | B.          | P.d.        | M.                    | B.                    | P.d.                  | Comp.                          | M.                             | B.                             | P.d.                           | M.    | B.    | P.d.  |
| 2021                  | Pakhtakor Tachkent    | D1                    | 6           | 0           | 0           | 1                     | 0                     | 0                     | C1                             | 2                              | 0                              | 0                              | 9     | 0     | 0     |
| 2022                  | Pakhtakor Tachkent    | D1                    | 21          | 5           | 2           | 2                     | 2                     | 0                     | C1                             | 3                              | 1                              | 0                              | 26    | 8     | 2     |
| 2023                  | Pakhtakor Tachkent    | D1                    | 6           | 2           | 1           | -                     | -                     | -                     | -                              | -                              | -                              | -                              | 6     | 2     | 1     |
| Sous-total            | Sous-total            | Sous-total            | 33          | 7           | 3           | 3                     | 2                     | 0                     | -                              | 5                              | 1                              | 0                              | 41    | 10    | 3     |
| 2023-2024             | CSKA Moscou           | Premier-Liga          | 22          | 4           | 11          | 10                    | 1                     | 3                     | -                              | -                              | -                              | -                              | 32    | 5     | 14    |
| 2024-2025             | CSKA Moscou           | Premier-Liga          | 27          | 2           | 4           | 12                    | 1                     | 4                     | -                              | -                              | -                              | -                              | 39    | 3     | 8     |
| Total sur la carrière | Total sur la carrière | Total sur la carrière | 82          | 13          | 18          | 25                    | 4                     | 7                     | -                              | 5                              | 1                              | 0                              | 112   | 18    | 25    |

### En sélection nationale
| Saison                | Sélection             | Phases finales                         | Phases finales | Phases finales | Phases finales | Éliminatoires | Éliminatoires | Éliminatoires | Matchs amicaux | Matchs amicaux | Matchs amicaux | Total | Total | Total |  |
| Saison                | Sélection             | Compétition                            | M              | B              | Pd             | M             | B             | Pd            | M              | B              | Pd             | M     | B     | Pd    |  |
| --------------------- | --------------------- | -------------------------------------- | -------------- | -------------- | -------------- | ------------- | ------------- | ------------- | -------------- | -------------- | -------------- | ----- | ----- | ----- |  |
| 2022-2023             | Ouzbékistan           | Coupe d'Asie centrale des nations 2023 | 3              | 1              | 0              | -             | -             | -             | -              | -              | -              | 3     | 1     | 0     |  |
| 2023-2024             | Ouzbékistan           | Coupe d'Asie des nations 2023          | 5              | 2              | 0              | 6             | 0             | 1             | 3              | 1              | 0              | 14    | 3     | 1     |  |
| 2024-2025             | Ouzbékistan           | -                                      | -              | -              | -              | 10            | 4             | 1             | -              | -              | -              | 10    | 4     | 1     |  |
| Total sur la carrière | Total sur la carrière | Total sur la carrière                  | 8              | 3              | 0              | 16            | 4             | 2             | 3              | 1              | 0              | 27    | 8     | 2     |  |

## Palmarès

### En club
Avec le Pakhtakor Tachkent, son club formateur, Abbosbek Fayzullaev remporte à trois reprises le Championnat d'Ouzbékistan en 2021, 2022 et 2023.
Transféré au CSKA Moscou, il remporte la Coupe de Russie en 2025,.
| Pakhtakor Tachkent (3)                                                                                              | CSKA Moscou (1)                             |
| --- | ------------------------------------------- |
| - Championnat d'Ouzbékistan (3) : - Vainqueur en 2021, 2022 et 2023 - Coupe d'Ouzbékistan (0) : - Finaliste en 2021 | - Coupe de Russie (1) : - Vainqueur en 2025 |

### En sélection nationale
Avec les sélections de jeunes, Abbosbek Fayzullaev remporte la Coupe d’Asie des moins de 20 ans en 2023. Il atteint également à deux reprises la finale de la Coupe d’Asie des moins de 23 ans, en 2022 et 2024.
En 2023, il est finaliste de la Coupe d'Asie centrale des nations avec l'équipe d'Ouzbékistan, battue par l'Iran.
| Ouzbékistan -20 ans (1)                           | Ouzbékistan -23 ans (0)                                  | Ouzbékistan (0)                                               |
| ------------------------------------------------- | -------------------------------------------------------- | ------------------------------------------------------------- |
| - Coupe d'Asie -20 ans (1) : - Vainqueur en 2023. | - Coupe d'Asie -23 ans (0) : - Finaliste en 2022 et 2024 | - Coupe d'Asie centrale des nations (0) : - Finaliste en 2023 |

### Distinctions personnelles
- Meilleur jeune joueur ouzbek de l'année en 2022[24]
- Nommé pour le titre de meilleur jeune joueur de moins de 20 ans de l’année 2023 par l'IFFHS[25]
- Joueur ouzbek de l'année en 2023 et 2024[26],[27]
- Jeune joueur de l'année de l'AFC en 2023[28]
- Meilleur joueur de la Coupe d'Asie des moins de 20 ans en 2023[29]
- Membre de l'équipe-type de la Coupe d'Asie des nations 2023 en 2024[14]
- Révélation de la saison du championnat de Russie en 2024[30],[31]
- Décoration honorifique ouzbèke « Iftikhori d'Ouzbékistan » (décret présidentiel du 6 juin 2025)[32],[33]